# 龐佳穎
龐 佳穎（ほう かえい、Pang Jiaying、1985年1月6日 - ）は中華人民共和国の競泳選手。

## 主な成績

### 2004年アテネオリンピック
個人種目では200m自由形1分59秒16で7位、400m自由形4分11秒81で14位だったが、4×200mフリーリレーでは7分55秒97（1分54秒39）で2位とオリンピックではじめてメダルを獲得した。

### 2008年北京オリンピック
100m自由形では予選を54秒01で泳ぎ準決勝に進出したが、準決勝でフライングのため失格した。200m自由形では予選で1分57秒37、準決勝で1分57秒34と順調に勝ち上がり決勝では1分55秒05とオリンピックで初めて個人種目でメダルを獲得した。
リーレー競技では4×100mフリーリレー3分35秒64（52秒69）で4位、4×200mフリーリレー7分45秒93（1分54秒39）で2位、4×100mメドレーリレー3分56秒11（52秒40）で3位と全てアジア新記録を叩き出した。

## 自己ベスト
| 泳法   | 距離 | 水路   | 記録      | 樹立日        | 大会名                         | 備考       |
| ------ | ---- | ------ | --------- | ------------- | ------------------------------ | ---------- |
| 自由形 | 100m | 長水路 | 54秒01    | 2008年8月13日 | 第29回北京オリンピック競技大会 |            |
| 自由形 | 200m | 長水路 | 1分55秒05 | 2008年8月23日 | 第29回北京オリンピック競技大会 | アジア記録 |